# Nicolas de Cibo
Nicolas de Cibo (Gênes, c.années 1450 - † Rome, juillet 1499), dit aussi Nicolas Cibo (ou encore Niccolò Bucciardi Cybo)
Abbé de Montmajour, évêque de Cosenza (1486-1489) et archevêque d'Arles (1489-1499). Il était parent du pape Innocent VIII.

## Biographie
À partir de 1475, les prélats arlésiens sont souvent étrangers au royaume de France, issus de la haute noblesse italienne ou catalane. Comme son oncle le pape Innocent VIII  (Jean-Baptiste Cibo), Nicolas de Cibo est un noble Génois d'origine grecque. 
Nicolas est nommé archevêque de Cosenza par son oncle Innocent VIII en mai 1486 et devient gouverneur de Pérouse l’année suivante. À la mort d'Eustache de Lévis le 22 avril 1489, le pape interdit au chapitre d’Arles d’élire un nouvel archevêque avant de transférer le 24 avril son neveu au siège d'Arles,. Nicolas devient alors abbé de Montmajour. Toutefois Il ne prend pas immédiatement possession de son archevêché qu'il confie à son vicaire-général Marchus Brochado.
Cet archevêque obtient le 1er décembre 1489 de son oncle le pape, la bulle de sécularisation pour son chapitre, alléguant que les chanoines réguliers ne soutiennent pas assez l'autorité dudit Chapitre ni de leur état par la noblesse et par la science. Son archiépiscopat, avec celui de son prédécesseur Eustache de Lévis, marquent la fin du monnayage d'Arles.
Il y a, au sujet de ce prélat, une anecdote unique dans l'histoire ecclésiastique. Le sultan Bajazet II écrit à Innocent VIII, pour le prier de faire Nicolas de Cibo, cardinal. Le pape le promet, mais sa mort prématurée l'empêche de tenir parole. Le sultan fait de même, au mois de septembre 1494, avec le successeur d'Innocent VIII, le pape Alexandre VI, qui ne parait pas avoir fait grand cas de sa demande, car Nicolas meurt à Rome en juillet 1499 sans avoir été décoré de la pourpre, malgré la singularité de cette protection.